# Xã Huntsville, Quận Polk, Minnesota
Xã Huntsville (tiếng Anh: Huntsville Township) là một xã thuộc quận Polk, tiểu bang Minnesota, Hoa Kỳ. Năm 2010, dân số của xã này là 464 người.